# Parafia św. Stanisława Kostki w Wólce Dobryńskiej
Parafia św. Stanisława Kostki w Wólce Dobryńskiej – parafia rzymskokatolicka w Wólce Dobryńskiej.
W  1932 wybudowano drewniany kościół parafialny niemający wyraźnych cech stylowych. Parafia została erygowana 8 marca 1933 przez biskupa Henryka Przeździeckiego. Drewniany kościół służył parafianom do 3 czerwca 2005. Nowy murowany kościół, wybudowany dzięki staraniom ks. Jana Czapskiego, poświęcił biskup siedlecki Zbigniew Kiernikowski. 
Parafia ma księgi metrykalne od 1933.
Terytorium parafii obejmuje: Wólka Dobryńska, Dobrynka oraz Małaszewicze Duże.